# Stinica
Stinica is een plaats in de gemeente Senj in de Kroatische provincie Lika-Senj. De plaats telt 105 inwoners (2001).